# Witbuikchachalaca
De witbuikchachalaca (Ortalis leucogastra) is een vogel uit de familie sjakohoenders en hokko's (Cracidae). De wetenschappelijke naam van de soort is voor het eerst geldig gepubliceerd in 1843 door Gould.

## Voorkomen
De soort komt voor van zuidelijk Mexico tot Nicaragua.

## Beschermingsstatus
Op de Rode Lijst van de IUCN heeft de soort de status veilig.